# Bleikøya
59°53′20.328″N 10°44′19.806″Ø / 59.88898000°N 10.73883500°Ø
Bleikøya er en ø i Oslos fjordbassin (indre Oslofjord). Den ligger ud for Kongshavn, mellem Hovedøya og Sjursøya, og har helårs færgeforbindelse fra Rådhusbrygge 4, cirka 2 km væk (før 21. marts 2015 gik bådene fra Vippetangen).
Bleikøya ejes af staten, forvaltes af Statsbygg og er reguleret til friluftsområde. På øen ligger ca. 90 små hytter, bygget i 1920- og 1930'erne. Gården Bleikøyplassen har været beboet af samme familie siden 1700-tallet.

## Navn og naturforhold
Navnet kommer fra det norrøne ordet bleikr som betyder «lys».
Øen er en knap en kilometer lang, 12,5 hektar stor og langstrakt i retning sydvest – nordøst. Geologisk ligger Bleikøya i området Oslofeltet med kalksten og skifer fra ordovicium.
Syd for Bleikøya ligger skæret Daggerskjær (dagger betyder vraltende småbørn), nord for øen ligger holmen Bleikøykalven. Bleikøykalven og Daggerskjær er viktige yngleområder for havfugle.

## Naturreservat
På den nordøstlige del af øen ligger Bleikøya naturreservat på 7,4 hektar hvoraf 69 hektar er land. Fra 15. april til 15. juli (ynglesæsonen) er det forbudt at gå i land på Bleikøykalven.

## Historie og bebyggelse
I middelalderen var Bleikøya klostergods under Hovedøya kloster. Efter at kongen overtog ejendomsretten i 1537, blev Bleikøya liggende ubrugt til begyndelsen af 1700-tallet.
Under det første Norgesfelttog i 1716 søgte Karl 12.s soldater den 21. mars ly bag øen for kanonbeskydningen fra Akershus fæstning.
Osloøernes eneste gård, Bleikøyplassen, findes nord på øen og har været beboet af samme familie siden tidlig på 1700-tallet. Gården har været drevet med dyr, græs, vadefiskeri (garn fra land) og bådbygning. Driften ophørte i 1980, mens familien bor fortsat på gården i 2010. Hovedhuset blev fredet i 1985.
På den sydlige del af øen har der ligget et hus kaldt krudthuset, hvor virksomheden Egene Dynamittfabrikk opbevarede krudt.
Direktør Gjerdrum opførte i 1864 et stort sommerhus, ved nutidens færgeleje på vestsiden. Ved kajen blev det bygget badehus og opsat to salutkanoner til brug ved festligheter. Kristiania kommune lejede villaen fra 1885 som sanatorium for børn med skrofulose, en form for tuberkulose som rammer lymfekirtlerne. Der var plads til 35 patienter, blandt dem også nogle voksne. Driften stansede i 1926, og patienterne blev overført til det udvidede Ullevål sykehus og Vardåsen i Asker. Villaen, som i sanatorieperioden blev kaldt doktorboligen, blev købt afborgerforeningen i 1926 og er i dag borgerhus og butik. En anden villa nær ved, Brunvillaen, som også blev brugt af sanatoriet, blev flyttet til Malmøykalven i 1926. Forfatteren Oskar Braaten var indlagt ved sanatoriet som barn, og har skildret opholdet i novellen Overgivelse.
I 1926 åbnede Landsbruksdepartementet, som forvaltede statens ejerrettigheder, for hyttebygning. Der havde da foregået camping og opsætning af enkle hytter på Lindøya siden omkring 1915, og tilladelsen blev givet til alle de tre øer Lindøya, Nakkholmen og Bleikøya. Regulering blev foretaget af departementet og Selskabet for Oslo Byes Vel.
Største tilladte grundareal på hytterne var oprindelig 25 kvadratmeter. De lejeaftaler som gælder i dag begrænser arealet på hytterne til 32 kvadratmeter og højden til 4,8 m for hytter med hems, og 40 kvadratmeter og højde 3,6 m for hytter uden hems. Lejeperioden er fra 1982 udvidet fra 1 år til 40 år, med 5 års automatisk fornyelse. Avisen Øya og vi for de tre hytteøer udkom fra 1928 til 1963.
I 1938 var grundene fuldt udnyttet, med cirka 90 hytter.
Vand fra det kommunale ledningsnet kom til øen i 1950'erne.
Kystverket har to fyrlygter for bådtrafikken på Bleikøya, helt mod nord på vestsiden og yderst på Bleikøykalven.

## Foreningsliv
Bleikøya Vel, stiftet en gang før 1926, organiserer hytteboerne. Bleikøya Dameforening blev stiftet i 1928.